# Zakon mniszy
Zakon mniszy, zakon kontemplacyjny (z gr. μοναχός monachos – samotnik, z łac. contemplare – wpatrywać się) – katolicka i prawosławna forma życia zakonnego, polegająca w pierwotnej wersji na odcięciu się od świata zewnętrznego i życiu w całkowitym odosobnieniu lub w nielicznej zamkniętej wspólnocie, poświęconemu prawie wyłącznie modlitwie i kontemplacji Boga.
Początkowo życie mnisze wiązało się z formą pustelniczą. Najstarsze ośrodki życia pustelniczego powstały w ramach Kościoła Koptyjskiego w Egipcie. Ekspansja i rozwój tej formy życia doprowadził do powstania pierwszych wspólnot zakonnych w Europie.
Większość zakonów w Kościele prawosławnym ma charakter mniszy, natomiast w Kościele katolickim istnieją także inne rodzaje zakonów, bardziej nastawione na działalność zewnętrzną. W protestantyzmie zakony mnisze nie występują wcale.

## Kościół katolicki
Większość zakonów kontemplacyjnych w Kościele katolickim powstała na początku średniowiecza, choć później też powstały tego rodzaju zakony. W X i XI wieku wszyscy mnisi Zachodu żyli według reguły świętego Benedykta, lecz widoczne były różnice pomiędzy poszczególnymi opactwami, reguła zakonna dostosowywana była do praw zwyczajowych, które decydowały o codziennym życiu mnichów, a także do istniejących warunków lokalnych. Główne jednak zasady reguły pozostawały niezmienianie. W średniowieczu życie klasztorne utożsamiane było z tym, co dobre i podniosłe, a modlitwa za murami klasztoru miała bezpośrednio łączyć ze Stwórcą. Mnisi najbardziej pragnęli bliskości z Bogiem i ojczyzny niebieskiej, dlatego poprzez ascezę i pokorę starali się osiągnąć życie anielskie, dalekie od grzechu i pokus.
Do zakonów kontemplacyjnych Kościoła katolickiego zaliczają się m.in.:
- anuncjatki
- bazylianie
- benedyktyni
- benedyktynki
- betlejemici
- betlejemitki
- cystersi
- cysterki
- dominikanki klauzurowe
- hieronimici
- hieronimitki
- kameduli
- kamedułki
- karmelici
- karmelitanki bose
- kartuzi
- kartuzki
- klaryski
- klaryski kapucynki
- Mali Bracia od Jezusa i Małe Siostry Jezusa
- Monastyczne Wspólnoty Jerozolimskie (mnisi i mniszki)
- norbertanie
- norbertanki
- paulini
- redemptorystki
- trapiści
- trapistki
- wizytki

## Cerkiew prawosławna
W wyznaniu prawosławnym osoba decydująca się na życie monastyczne kieruje pisemną prośbę do przełożonego  monasteru (cs. swiaszczenno-archimandryty) o przyjęcie do danej wspólnoty monastycznej. 
Pierwszy etap życia mnicha stanowi nowicjat (cs. posłuszanije), który trwa najdłużej trzy lata. Posłusznika ubiera się w odpowiedni strój zakonny. Po upływie okresu posłuszanija kandydat podejmuje decyzję w sprawie przyjęcia stanu zakonnego. Jeśli zdecyduje się zostać mnichem, to biskup diecezjalny lub w jego zastępstwie ihumen (przełożony, inaczej namiestnik) monasteru, dokonuje postrzyżyn (cs. postryg). Określa się to jako postryg w riasofor. Riasofor to pierwszy stopień zakonny, który ma na celu wprowadzenie posłusznika w życie mnisze. Nazwa pochodzi od czarnej szaty z szerokimi rękawami (cs. riasa), którą nosi mnich riasoforny. Podczas postrygu w riasofor nie składa się ślubów, dlatego też taki mnich może wystąpić z monasteru, lecz jest to źle widziane. Św. Nil Miroblita omawiając rangę riasoforu ostrzega przed odchodzeniem z monasteru, gdyż popełnia się tym samym wielki grzech.
Po kilku latach, w zależności od rozwoju duchowego danego mnicha, dokonuje się postrygu w mantie. Jest to drugi stopień życia zakonnego. Zostaje się wówczas mnichem mantijnym. Nazwa pochodzi od mantii – płaszcza bez rękawów, spinanego u góry i dołu. W trakcie postrygu w mantie mnich składa śluby wieczyste (posłuszeństwa, czystości i ubóstwa), czyli przyjmuje małą schimę, umierając tym samym dla świata doczesnego. Z tego też powodu nadawane jest mu nowe imię. Od tego momentu nie ma odwrotu, a porzucenie stanu zakonnego jest równoznaczne z wielkim grzechem. Postryg posłusznika w riasofora nie zawsze jest koniecznością. Czasami dokonuje się postrygu od razu w małą schimę.
Z czasem mnich mantijny może jeszcze otrzymać godność igumena lub archimandryty. Nie są to jednak kolejne stopnie, lecz godności, które się nadaje bez postrygu. Godność igumenii można nadać również kobiecie – mniszce, ale już nie godność archimandryty.
Jest jeszcze trzeci stan, ale przyjmowany niezwykle rzadko. Jest to postryg w wielką schimę. Przyjęcie wielkiej schimy oznacza wejście w stan bliski temu, w jakim znajdują się aniołowie. Mnich, który przyjął ten stan, to wielki schimnik (cs. wielikij schimnik). Zmienia się mu zupełnie szaty na tzw. schimę, a jego nakrycie głowy stanowi od tej pory opadający na oczy kaptur. Takiego mnicha zwalnia się z wszelkich obowiązków monasterskich. Nie opuszcza on też w ogóle terenu monasteru, a treść jego życia to wyłącznie post i modlitwa za cały świat. Śluby mnicha mantijnego i schimnika są takie same. Można więc powiedzieć, że pod tym względem mała i wielka schima niczym się nie różnią.
W kwestii postrygów występują pewne różnice pomiędzy tradycją grecką a tradycją słowiańską. W Grecji (np. na Górze Athos), nie ma w ogóle postrygu w małą schimę. Posłusznik jest tam postrzygany najpierw w riasofor, a potem od razu w wielką schimę.
Zarówno w monasterach żeńskich, jak i męskich stopnie życia monastycznego są identyczne, z wyjątkiem stopni kapłańskich, które mogą przyjmować wyłącznie mężczyźni. Nie należy jednak utożsamiać mnicha z kapłaństwem. Święcenia przyjmują jedynie nieliczni i tylko po to, by zapewnić pozostałym braciom życie sakramentalne. Wszyscy mnisi noszą też takie same, czarne szaty.

### Schemat stopni monastycznych
Posłusznikpostryg w riasofor;
Mnich riasofornypostryg w mantie – złożenie ślubów małej schimy;
Mnich mantijnypostryg w wielką schimę – złożenie ślubów wielkiej schimy;
Wielki schimnik
Przedstawionych powyżej stopni monastycznych nie należy postrzegać w kategoriach awansu. Kolejne postrygi służą jako pomoc w jeszcze większych zmaganiach duchowych.
Mnicha posiadającego święcenia diakońskie tytułuje się: ks. hierodiakon (wyższy stopień zakonnego diakonatu to: ks. archidiakon). Natomiast jeśli posiada on święcenia kapłańskie tytułuje się go: ks. hieromnich. W przypadku nadania takiemu mnichowi godności igumena tytułujemy go: ks. igumen, a w przypadku nadania godności archimandryty: ks. archimandryta. Jeśli zaś, któryś z mnichów przyjął wielką schimę i jest jednocześnie diakonem, kapłanem lub została mu nadana któraś z wyżej wymienionych godności, to do jego tytułu dodajemy przedrostek: schi-: schidiakon, schimnich, schiihumen, schiarchimandryta.
Do mnicha posiadającego święcenia diakońskie lub kapłańskie wierni zwracają się: ojcze (cs. otcze). W przypadku, gdy mnich nie posiada święceń: „bracie”, a w przypadku mniszek: „siostro”. Do siostry, której nadano godność ihumenii: „matuszko”.